# 塔博爾峰

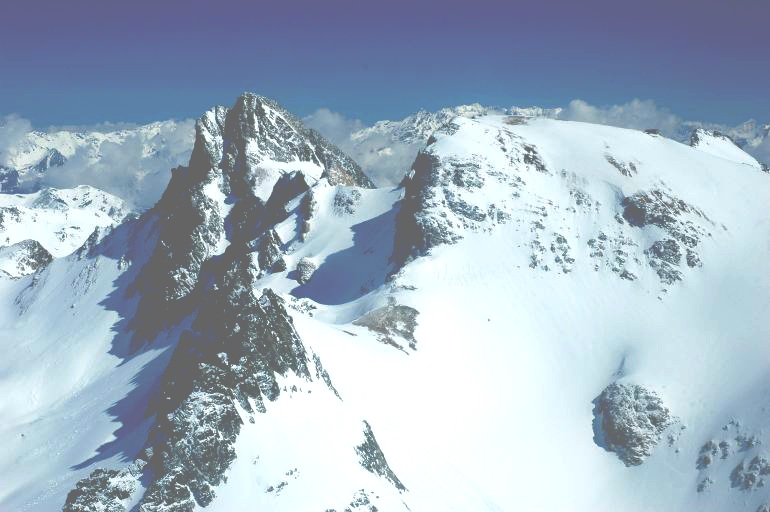

45°07′6″N 06°33′42″E / 45.11833°N 6.56167°E
塔博爾峰（法語：Pic du Thabor），是法國的山峰，位於該國東南部，由薩瓦省負責管轄，屬於科蒂安阿爾卑斯山脈中塞爾斯山的一部分，毗鄰塔博爾山，海拔高度3,207米。